# Vol. 1 (Hurt)
Vol. 1 è il terzo album in studio del gruppo rock statunitense Hurt, pubblicato nel 2006.

## Tracce
Tutte le tracce sono di J. Loren Wince.
1. Shallow – 3:50
2. Rapture – 5:40
3. Overdose – 6:37
4. Falls Apart – 4:41
5. Forever – 3:34
6. Losing – 5:08
7. Unkind – 4:07
8. Danse Russe – 3:53
9. Dirty – 5:27
10. Cold Inside – 4:21
11. House Carpenter – 9:33

## Formazione
- J. Loren Wince - voce, chitarra, violino
- Evan Johns - batteria, percussioni, piano
- Josh Ansley - basso, cori
- Paul Spatola - chitarra, cori